# Aran Central
La región económica de Aran Central (en azerí: Mərkəzi Aran iqtisadi rayonu) es una de las 14 regiones económicas de Azerbaiyán siendo la sexta en tamaño y la cuarta en población. Incluye los raiones administrativos de Agdash, Goychay, Kurdamir, Uyar, Yevlaj, Zardab y la ciudad de Mingachevir.

## Historia
La región económica fue creada por el decreto del Presidente de Azerbaiyán de 7 de julio de 2021 «Sobre la nueva división de las regiones económicas de la República de Azerbaiyán».

## Geografía
Al ser una región interior, todos sus límites lo son con otras regiones económicas del país. Así, limita con la región Shaki-Zagatala al noroeste , la región de Karabaj al suroeste, la de Shirván-Salyan al este, la de Mil-Mughan al sur, la de Ganyá-Dashkasan al oeste y la de Shirván montañosa en el noreste. 
El terreno de la parte sur de la región es llano y su clima es cálido y seco. 
La superficie total del distrito económico es de 6619 kilómetros cuadrados, con una población de 792027 personas, lo que representa el 7,6% del territorio total del país y el 7,8% de su población

## Economía
Los principales recursos naturales de la región son la energía solar, los recursos hídricos de los ríos Kurá y Aras y, sobre todo, los yacimientos de petróleo y gas, así como algunas explotaciones de materia prima destinada para la construcción (caliza, arena y gravas).
La base de la industria, que se concentra principalmente en el sureste y noroeste de la región, está formada por empresas químicas (en Mingachevir, Salyan y Neftchala), de ingeniería (en Mingachevir, Shirvan y Salyan) o alimentarias. Las empresas de estos subsectores operan en casi todos los raiones, así como la industria de producción de materiales de construcción.